# Polski Instytut Naukowy w Kanadzie
Polski Instytut Naukowy w Kanadzie – polska emigracyjna placówka będąca do 1976 Oddziałem  Polskiego Instytutu Naukowego z siedzibą w Nowym Jorku. Od 1976 roku działa jako samodzielne stowarzyszenie z siedzibą w Montrealu. 

## Historia i działalność
Polski Instytut Naukowy w Kanadzie od 1943 roku związany jest z Uniwersytetem McGill w Montrealu. W obiektach tego uniwersytetu znajduje się siedziba Instytutu i Biblioteka Polska. Z chwilą oficjalnego powołania Polskiego Instytutu Naukowego w Kanadzie, dotychczasowe Koła montrealskiego Oddziału PIN w Ottawie, Toronto i Vancouver przekształciły się w oddziały PINK. Pierwszym prezesem Polskiego Instytutu Naukowego w Kanadzie był Tadeusz Romer, dotychczasowy dyrektor montrealskiej filii nowojorskiego PIN. Po jego śmierci w 1978 roku funkcję prezesa przejął Bohdan Ławruk (do 1985). W latach 1985–2009 prezesem był Józef Lityński. Od 2009 roku funkcję prezesa PINK pełni Stanisław Latek. Integralną częścią PINK jest Biblioteka Polska im. Wandy Stachiewicz przy Uniwersytecie McGill w Montrealu (w latach 1943-1977 jej dyrektorem była Wanda Stachiewicz). Jest ona największą biblioteką polską na kontynencie amerykańskim. Od 1950 roku posiada ona charakter biblioteki naukowej. W 2006 roku Rada Polskiej Akademii Umiejętności w Krakowie przyjęła propozycję PINK i uznała Polski Instytut Naukowy w Montrealu za Stację Naukową PAU. Pomimo oddzielenia się w 1976 roku od  Polskiego Instytutu Naukowego w Nowym Jorku członkowie PINK zachowują członkostwo nowojorskiego Instytutu.